# Scott McLemore
Scott McLemore (* 1. Februar 1973 in Norfolk (Virginia)) ist ein amerikanischer Jazzmusiker (Schlagzeug, Komposition), der in Reykjavík lebt.

## Leben und Wirken
McLemore begann mit 16 Jahren, in einer Rockband der Schule zu spielen; mit der Funkband Ant Man Bee tourte er seit 1990. Im selben Jahr traf er bei einem Workshop der University of Virginia den Trompeter John D’Earth, mit dem er in verschiedenen Bands spielte und auch in der Knitting Factory auftrat.
McLemore studierte ab 1992 auf der Old Dominion University, um 1993 auf das William Paterson College zu wechseln, wo er seine spätere Frau, die Pianistin Sunna Gunnlaugs, kennenlernte und 1997 bei John Riley, Vic Juris und Rufus Reid seinen Bachelor machte. 1997 zog er nach New York City, wo er nicht nur zur Band von Gunnlaugs gehörte, sondern auch mit Michael Kanan, Angelica Sanchez, Russ Lossing, Chris Cheek, George Colligan, John Hébert, Mark Helias und Tim Berne spielte.
Er bildete ein eigenes Quartett mit Tony Malaby, Ben Monder und Ben Street, das 2000 das Album Found Music einspielte. Ein zweites Album Remote Location entstand mit Sunna Gunnlaugs, Óskar Guðjónsson, Andrés Thor und Róbert Þórhallsson. Weiterhin ist er an fünf Alben von Gunnlaugs und Einspielungen von Kerry Politzer und dem ASA Trio (Plays the Music of Thelonious Monk) beteiligt. Mit Hilmar Jensson und Angelika Niescier nahm er 2015 das Album Broken Cycle auf. 2022 legte er das Album The Multiverse: Knowing vor, das mit David Dorůžka, Hilmar Jensson und Nico Moreaux entstanden war.